# بلاعم المدخنين

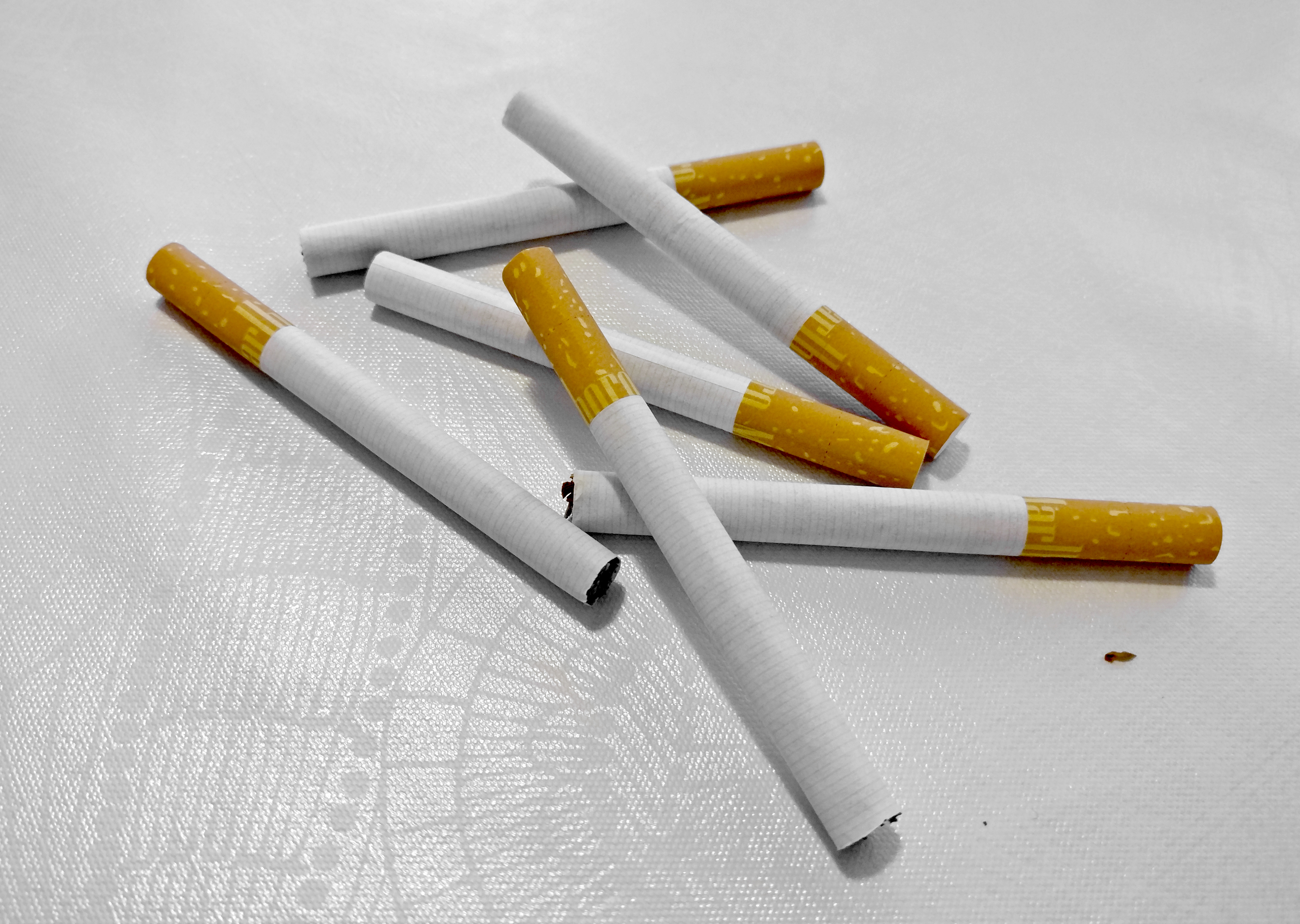
تسبب السجائر العديد من أمراض الرئة مثل التهاب الشعب الهوائية المزمن وسرطان الرئة.

بلاعم المدخنين هي البلاعم السنخية التي تكيفت مع التعرض المستمر لدخان السجائر، يشمل هذا التكيف الخصائص الشكلية، والخلوية، والأنماط الظاهرية، والاستجابة المناعية ووظائف أخرى. تنشأ هذه الخلايا المناعية المعدلة مرورًا بالعديد من مسارات التأشير، وتعتبر مسؤولة عن العديد من أمراض الجهاز التنفسي. تساهم هذه الخلايا في الآلية الإمراضية لكل من الربو، ومرض الانسداد الرئوي المزمن (COPD)، والتليف الرئوي، وسرطان الرئة. لوحظت بلاعم المدخنين لدى المدخنين الإيجابيين والسلبيين، وقد تظهر لدى الأشخاص المعرضين لمحتويات السجائر، أو مستخلص دخان السجائر، وتؤدي إلى مضاعفات مستقبلية.
تلعب البلاعم السنخية دورًا مهمًا في التخلص من المواد المستنشقة بما في ذلك المواد الكيميائية وجسيمات السجائر. تحفز المواد الكيميائية الموجودة في التبغ، مثل النيكوتين والقطران وأول أكسيد الكربون، العديد من المسارات الفيزيولوجية التي تؤثر بدورها على وظائف هذه البلاعم. تشتق بعض بلاعم للمدخنين من الخلايا الوحيدة المنتشرة، بينما يعود أصل معظمها إلى البلاعم السنخية الأصلية الموجودة في الرئة. تؤدي التفاعلات البيوكيميائية إلى إحداث تعديلات مناعية غير منظمة، ما يجعل الأفراد أكثر عرضة للإصابة بالعدوى. يمكن لهذه المواد المستنشقة أن تدخل مجرى الدم، وخاصة النيكوتين الذي ينتقل بسرعة إلى الدماغ ويؤدي إلى الإدمان؛ ثم ينتشر في جميع أنحاء الجسم، ويؤدي إلى الإصابة بالسرطان في المستقبل.
تبلغ نسبة الإصابة بالأمراض الناتجة عن تدخين السجائر حوالي 50%، يموت حوالي 7 ملايين مدخن مباشر و1.2 مليون مدخن سلبي كل عام. توجد عدة طرق لتشخيص الأمراض المرتبطة بالتدخين، تتضمن غسل القصبات الهوائية والذي يمكن استخدامه أيضًا للكشف عن البلاعم بالإضافة إلى الخلايا الالتهابية المتزايدة في التجويف السنخي.

## المظهر

### التألق ذاتي
يتراكم القطران الممتص من السجائر في البلاعم السنخية ويسبب التألق الذاتي. لا تتعلق شدة التألق مع كمية التعرض لدخان السجائر. ما يشير إلى وجود قدرة قصوى لامتصاص القطران؛ لا تستطيع البلاعم بعدها امتصاص القطران الزائد. هناك صباغ آخر في بلاعم المدخنين وهو الهيموسيديرين الذي يشارك في استتباب الحديد. تبدو البلاعم المصطبغة المحملة بالهيموسيدرين بلون بني مصفر، وتوجد في القصيبات والحيز السنخي المحيط بالقصبة. يعتبر وجود البلاعم سمة للعديد من أمراض الرئة المرتبطة بالتدخين.

## العيوب الوظيفية

### استتباب الحديد
تحتوي السجائر على كمية قليلة من الحديد، ينتج الخطر عن التأثير التراكمي أثناء الاستهلاك اليومي. يؤثر التعرض المتزايد للحديد في الرئة والمجرى الهوائي على استتباب الحديد الجهازي والتنفسي عن طريق تعديل الاستجابة الخلوية. تقدر الزيادة في مستوى الحديد داخل الخلايا بحوالي 4 أضعاف. يؤدي تحميل الحديد إلى التنشيط الوظيفي للبلاعم، ويدعم الحديد الزائد خارج الخلايا نمو البكتيريا. يؤدي اختلال توازن الحديد الموضعي في الرئة إلى زيادة خطر الإصابة بالعدوى.
يخزن الحديد في الخلايا البالعة على شكل هيموسيدرين بدلًا من الفيريتين. يسبب تراكم الحديد زيادة الفعالية المؤكسدة، ما يؤدي إلى تلف الرئة وخلل وظيفية الميتوكوندريا. يرتبط مستوى البلاعم المحملة بالهيموسيدرين بمقدار ارتفاع ضغط الدم الرئوي في المرحلة المبكرة من المرض.

### الاستجابة المناعية
تضطرب الوظائف المناعية للبلاعم لدى المدخنين، وتتراكم مسببات الأمراض ضمن مجرى الهواء وتسبب العدوى. تنخفض قدرة التعبير عن مستضدات HLA-DR في البلاعم لدى المدخنين، ما يؤدي إلى كبت المناعة. يضعف النيكوتين من القدرة على بلعمة المتفطرة السلية، ويحث على تثبيط المناعة عن طريق تنشيط مستقبلات النيكوتين alpha-7.  تفشل البلاعم في التعرف على مسببات الأمراض، بسبب ضعف إشارات TLR2 وTLR4، وهو ما يفسر انخفاض المناعة لدى المدخنين، وكثرة تعرضهم لعدوى الجهاز التنفسي الحادة والالتهاب الرئوي المكتسب من المجتمع.

## الانماط الظاهرية المرضية

### الربو
توجد علاقة سببية مثبتة بين التدخين والإصابة بالربو، يعود سببها إلى التفاعلات الالتهابية التي يحدثها التدخين. يزداد تفعيل البالعات السنخية بشكل مفرط على جدار مجرى الهواء، ما يؤدي إلى تضيق مجرى الهواء وإعاقة مرور الهواء من خلاله. قد يعاد تشكيل مجرى الهواء لدى بعض المرضى. تؤثر البالعات على الألياف المرنة في الطبقة المخاطية للشعب الهوائية، ما يؤدي إلى شد التجويف وتضيقه والتسبب في الإصابة بالربو. تشمل أعراض الربو الأزيز، والسعال، وضيق الصدر. تعالج هذه الحالة باستخدام الأدوية التي تكبح الاستجابة الالتهابية أو التي تعمل على توسيع مجرى التنفس، وتسهيل مرور الهواء من خلاله.

### الانسداد الرئوي المزمن
يعتبر التدخين أهم عامل مسبب لمرض الانسداد الرئوي المزمن. تحدث استجابة التهابية معدلة للبلاعم مرافقة للتدخين، وتتسبب في حدوث التهاب على امتداد المجرى التنفسي، ما يعيق بدوره تدفق الهواء. تشمل أعراض مرض الانسداد الرئوي المزمن السعال المستمر، والأزيز، والانتانات الصدرية المتكررة، وضيق التنفس. تركز معالجة مرض الانسداد الرئوي المزمن على سبب المرض، وهو التدخين، يكون العلاج العام بإعادة التأهيل والإقلاع عن التدخين، وتشمل الخطة العلاجية استخدام بدائل النيكوتين، والعلاج النفسي للحصول على المشورة، ودعم الإقلاع عن التدخين. قد يعاني مرضى الانسداد الرئوي المزمن من نوبات حادة من التقبض القصبي، تعالج هذه الحالات باستخدام الموسعات القصبية التي تخفف إعاقة جريان الهواء ضمن مجرى التنفس.

### السرطان
يترافق تدخين التبغ مع خطر الإصابة بسرطانات الجهاز التنفسي، وقد يؤدي أيضًا إلى الإصابة بسرطان المثانة والكلية. تستنشق المواد الكيميائية المسببة للسرطان أثناء التدخين، وتؤثر على الاستجابة الالتهابية ضمن الجسم.  يلعب الالتهاب دورًا مهمًا في حدوث السرطان. يؤثر التدخين على الاستجابة الالتهابية للبلاعم في الرئتين، ويترافق مع خطر أعلى للإصابة بالسرطان بمختلف أجزاء الجهاز التنفسي. تشمل أعراض السرطان: تشكل الكتل الورمية، وفقدان الوزن المفاجئ، والسعال المستمر، وصعوبة البلع. تشمل معالجة السرطان بشكل عام الجراحة، والعلاج الكيميائي، والعلاج الإشعاعي. تستهدف هذه العلاجات الخلايا السرطانية بشكل مباشر للقضاء على الورم.

## الإنذار
يعد الإقلاع عن التدخين الطريقة الأكثر فعالية لتدبير العديد من الأمراض المرافقة للتدخين وأمراض المناعة الأخرى مثل الإيدز. يؤدي الإقلاع عن التدخين إلى نتائج إيجابية على المدى القصير والبعيد، إذ يقل إنتاج المخاط خلال 48 ساعة، وينخفض خطر الوفاة بسرطان الرئة إلى النصف خلال 10 سنوات. يبدأ الجهاز المناعي في التعافي في غضون 15 يومًا، وتزول التأثيرات المثبطة للسجائر على البلاعم. ينخفض خطر المراضة والوفيات من الأمراض المعدية بشكل كبير خلال عام واحد فقط، وتصبح قابلة للمقارنة مع غير المدخنين بعد 5 سنوات من الإقلاع عن التدخين.  يرتفع في الوقت نفسه متوسط العمر المتوقع بعد الإقلاع عن التدخين بمقدار 10 سنوات. يعزز الإقلاع المبكر عن التدخين في سن 25-34 من معدل البقاء على قيد الحياة في سن 35 بنسبة 20-30%.

## الأبحاث المستقبلية
أجريت العديد من الأبحاث لفهم الآلية الإمراضية المرافقة للتدخين وتأثيره على البلاعم ودوره في الإصابة بالأمراض. طوّرت في الوقت نفسه العديد من المعالجات الجديدة لاستهداف المسارات الجزيئية. تتميز العلاجات المستقبلية بنوعية أعلى، ويمكنها عكس التغييرات التي تطرأ على البلاعم والمظهر الخلوي، وبالتالي تحسين النتائج السريرية للأمراض ذات الصلة. تشجع الحكومات في جميع أنحاء العالم على الإقلاع عن التدخين، وقد أحرز بعض التقدم. ترافق ذلك مع تجاهل التحدي النفسي الذي يواجه المدخنين للالتزام بالإقلاع. ترافق الإقلاع عن التدخين بالاكتئاب، وعانى بعض الأفراد من أعراض الانسحاب. يجب إجراء مزيد من الاستقصاءات بما يخص الجانب النفسي للإقلاع عن التدخين، وذلك بهدف صياغة استراتيجية إعادة تأهيل أفضل.